# Wilhelm IV. (Provence)
Wilhelm IV. von Provence († 1019 oder 1030) war ab 1018 Graf von Provence. Er war der älteste Sohn Graf Wilhelms II. von Provence. Seine Brüder Gottfried I. und Fulko Bertrand I. regierten gemeinsam mit ihm.
Er tritt in vielen Dokumenten seiner Mutter Gerberga von Burgund auf, die bis 1019 als Regentin handelte.